# Razplet (literatura)
Razplet v stopnjah v dramskem tekstu povzroči preobratni moment ali peripetijo in  je del t. i. dramskega tikotnika ki ga je v svojem delu v delu »Tehnika drame« (Technik des Dramas) postavil Gustav Freytag.
Peripetija dramsko dogajanje  zasuče v novo smer. Kar je bilo prej navidezno v prid junakove sreče, je sedaj njegova nesreča, in kar mu je bilo navidezno v pogubo, je sedaj zanj dobro. Posebno razplet učinkuje tedaj, kadar junak misli, da se bliža rešitev, gledalec pa že vidi, da hiti v neizogiben propad. Razplet je navadno hitrejši kot zaplet. Razni zaviralni momenti pa ga vendarle skušajo zavlačevati. Ob njih se v gledalcu vzbudi še žarek upanja na junakovo rešitev. Peripetije so velikega psihološkega pomena, saj je nesreča vedno hujša, če pride nepričakovano. Odločilni moment junakovo usodo dokončno zapečati.
Primer. Shakespeare, Julij Cezar.
Takoj za Brutom stopi pred ljudstvo Antonij in s svojim sijajnim lokavim govorom v trnutku sprevrže javno mnenje in zaneti divje sovraštvo do zarotnikov. (Preobratni moment.) Ljudstvo se ogorčeno vrže na morilce. Zarotniki se v strahu razbeže. (Prva stopnja razpleta.) Vodenje države prevzame triumvirat. Njegova člana Antonij in prvi dedič Cezarjeve imperatorske ideje Oktavij napravil načrt za boj zoper republikance. Tudi Brut in Kasij zbereta vojsko. (Druga stopnja razpleta.) V sanjah se Brutu prikaže Cezarjev duh in mu napove , da se bo v bitki pri Filipih maščeval nad njim. (Odločitveni moment.) Vojski se srečata pri Filipih. Sprva je vojna sreča Brutu naklonjena in nad enim krilom Oktavijanove voJke zmaga.(Zaviralni moment.)